# Gyilkosság Mezopotámiában
A Gyilkosság Mezopotámiában Agatha Christie 1936-os regénye, első ízben az Egyesült Királyságban jelent meg 1936. július 6-án a Collins Crime Club kiadásában. Még abban az évben kiadták az Amerikai Egyesült Államokban is a Dodd, Mead and Company gondozásában. Magyar nyelven először 1937-ben jelent meg a Palladis kiadó Pengős regények sorozatában Ne jöjj vissza… címmel.
Agatha Christie 1928-ban, amikor látogatást tett az Ur városánál folytatott ásatásokon, megismerkedett a neves archeológussal, Leonard Wooleyval és feleségével, Katherine-nal. A hangulatát gyakran változtató Katherine lett a regénybeli Louise Lindner modellje; a csendes természetű David Emmot alakjában pedig későbbi férjét, Max Mallowant ábrázolta.

## A regény szereplői
- Hercule Poirot
- Amy Leatheran-ápolónő
- Maitland kapitány
- Mrs. Louise Leidner
- Dr Eric Leidner
- William Coleman
- Dr Reilly
- Sheila Reilly
- Lavigny atya/Raoul Menier
- Joseph Mercado
- Mrs. Mercado
- Anne Johnson
- Richard Carey
- David Emmott
- Mrs. Kelsey
- Mr. Kelsey

## Cselekménye
A történet Tell Jarimzsában játszódik ahol egy régészcsoport expedíciója folyik. Az elismert régész Eric Leidner munkatársaival Mr. Careyvel, Mr. Emmottal, Miss Johnsonnal, Mr. Mercadoval és Dr Leidner feleségével, a bűbájos Luise Leidnerrel, egy régi ókori palotát tárnak fel. Nemsokára Mrs. Leidner egészségi állapota miatt felfogadják Amy Leatheran nővért. Mrs. Leidner elmondja az ápolónőnek, fenyegető leveleket kap, a halott első férje nevében. Mindenki kétkedve fogadja mindaddig, amíg Lousie Leidnert holtan nem találják a szobájában. Az expedíció tagjai szinte mind gyanúsak, de mindenki biztos benne hogy a gyilkos kívülről jött. Aztán feltűnik a „véletlenül” épp arrafelé tartózkodó, mélynövésű kis belga detektív, aki eltakarítja a fölösleges elemeket, és rájön, hogy a gyilkos az expedíció tagjai között van.

## Magyarul
- Ne jöjj vissza… Regény; ford. Kosáryné Réz Lola; Palladis, Bp., 1937 (1 pengős regények)
- Gyilkosság Mezopotámiában. Bűnügyi regény; ford. Szilágyi Tibor; Európa, Bp., 1975

## Filmfeldolgozások
- Poirot: Gyilkosság Mezopotámiában (Agatha Christie’s Poirot: Murder in Mesopotamia, 2002), rendező: Tom Clegg, főszereplők: David Suchet, Hugh Fraser, Ron Berglas